# Dreamfall: The Longest Journey
Dreamfall: The Longest Journey (Drømmefall: Den lengste reisen) là một game hành động / phiêu lưu được ra mắt dành cho Windows và Xbox vào 17 tháng 4 năm 2006. Game là phần tiếp theo của game The Longest Journey của Funcom và lấy bối cảnh 10 năm sau sự kiện của phần đầu. Vào 1 tháng 3 năm 2007, một loạt game gồm 3 phần gọi là Dreamfall Chapters được cho là phần tiếp theo của game đã được thông báo, Funcom có kế hoạch xa hơn để tạo ra một games trực tuyến nhiều người chơi được đặt trong thế giới The Longest Journey.

## Cốt truyện

### Tóm tắt
Trong The Longest Journey, người chơi nhận ra rằng Trái Đất có hai thế giới riêng biệt...Cả hai chưa từng thấy lẫn nhau nhưng cùng tồn tại với nhau song song. Stark -thế giới của khoa học nơi công nghệ là động lực chính cho những người sống ở đây. Vì vây những người ở Stark cực kì hiện đại. Còn Arcadia -là thế giới của phép thuật nơi mọi thứ đều bắt đầu với nhũng hoạt động kì ảo.April Ryan, nhân vật chính của The Longest Journey là một sinh viên mỹ thuật sống ở Stark trước khi cô trở thành một vị cứu tinh bất đắc dĩ của cả hai thế giới.
Về phía các bạn của cô ở Stark, sự biết mất đột ngột của April tại thời điểm mà cô đã đi qua Arcadia tiếp tục trở thành một bí ẩn gây bối rối họ. Cũng tại thời điểm đó, thế giới trở thành nạn nhân của một tai họa được gọi là Sự sụp đổ, khi công nghệ bất thình lình tụt dốc và tất cả cố gắng để liên lạc với dân cư trên Trái Đất đều bị cắt đứt. Trong vòng 10 năm sau, nhân loại cố gắng phục hồi sau những biến cố trầm trọng nhưng thế giới đã thay đổi một cách đáng ngạc nhiên.

### Encyclopedic
- (tiếng Anh) TLJwiki[liên kết hỏng], a wiki project dedicated to The Longest Journey and Dreamfall
- (tiếng Anh) Jelena Rosenberg's fan-site Lưu trữ ngày 12 tháng 10 năm 2007 tại Wayback Machine, personally distinguished by Tørnquist
- (tiếng Anh) Dreamfall: The Longest Journey trên Internet Movie Database

### Fan-sites
- (tiếng Anh) Black House Lưu trữ ngày 3 tháng 5 năm 2008 tại Wayback Machine
- Drømmefall.net Lưu trữ ngày 3 tháng 2 năm 2009 tại Wayback Machine